# غريغ مورتيمر
غريغ مورتيمر (بالإنجليزية: Greg Mortimer)‏ هو متسلق جبال أسترالي، ولد في 10 ديسمبر 1952 في سيدني في أستراليا.